# 널 세션
널 세션(Null session)은 윈도우 서버에서 IPC$라고 불리는 자유롭게 접근 가능한 네트워크 공유에 대한 익명 접속이다. 이것은 윈도우 NT/윈도우 2000에서는 읽기 접근과 쓰기 접근을, 윈도우 XP와 윈도우 서버 2003에는 읽기 접근을 즉시 허용한다.

## 명령어
명령 프롬프트에서 이러한 연결을 설정하기 위해서 아래의 명령어들이 사용될 수 있다:
```
 net use \\[[IP 주소|IP address]]_or_[[호스트명|host name]]\ipc$ "" /user:""

 net use

```